# Dzibanché
Dzibanché, originalmente llamado Kaanu'l, es un extenso sitio arqueológico y antigua ciudad maya localizada al sur del estado de Quintana Roo en México, la cual destaca como un gran asentamiento de dimensiones monumentales y cuna de la poderosa dinastía maya Kaanu'l (serpiente) que llegó a dominar de manera hegemónica un amplio territorio de las tierras bajas mayas centrales durante gran parte del periodo Clásico mesoamericano.
El asentamiento poblacional inicial del sitio se remonta a finales del periodo preclásico entre el año 200 a. C. siendo una pequeña aldea agrícola en sus inicios. Cuatro siglos después inició su gran despliegue urbano, bélico y social que llegaría a su apogeo con el surgimiento en la ciudad de la dinastía Kaanu'l en el periodo clásico entre los años 300 al 600 d. C., época donde alcanzó un gran poder político regional convirtiéndose en la primera capital de esta dinastía y del reino Kaan. En Dzibanché surgió el glifo emblema Kaan, los registros jeroglíficos más antiguos de este linaje y sus primeros miembros. Durante el siglo VI d. C. la dinastía Kaan iniciaría una gran expansión territorial dominando y subordinando una serie de sitios mientras lograba victorias contra otras potencias mayas hasta quedar Dzibanché como la hegemonía dominante de la región maya, estos eventos se encuentran registrados en Dzibanché con diversos dinteles mostrando cautivos resaltando su captura por los Kaanu'l. En el año 636 una parte del linaje Kaan se dividió para establecerse en la ciudad de Calakmul, que posteriormente se convirtió en su capital y centro político principal.A partir del siglo XI d. C. la ciudad quedó abandonada.
La ciudad tiene una gran extensión de 40 km² (o hasta 60 km² incluyendo las áreas de cultivo) y está integrada por 4 grupos arquitectónicos de carácter monumental identificados como el Grupo central (Dzibanché), Tutil, Lamay y la gran acrópolis del conjunto Kinichná. La ciudad tiene un complejo diseño urbano planificado para dividir las actividades ceremoniales y productivas, todos los conjuntos arquitectónicos están conectados por una vasta red de calzadas y caminos de Sacbé, incluida una carretera prehispánica que conecta a Dzibanché con la ciudad maya de Ichkabal. Los grupos arquitectónicos están conformados por numerosas estructuras monumentales de carácter residencial y ceremonial como el Edificio 1 o Templo del Búho y el Edificio 2 o Templo de los Cormoranes, los cuales albergan las cámaras funerarias de algunos gobernantes de la dinastía Kaan.

## Toponimia
El topónimo original de la ciudad fue Kaanu'l, que significa "lugar de serpientes", y es de donde toma también su nombre la dinastía gobernante de la ciudad.
El nombre "Dzibanché", que en maya significa “escritura sobre madera”, se le dio al sitio luego de ser redescubierto en 1927 en referencia al hallazgo de dinteles de madera con inscripciones calendáricas en la estructura conocida como Templo VI.

## Ubicación
Dzibanché se localiza en el estado mexicano de Quintana Roo a aproximadamente 78 km al norte de la ciudad de Chetumal, otros sitios mayas cercanos son Ichkabal, Pol Box y El Resbalón.

## Historia del sitio arqueológico
El estudio del sitio está lejos de concluir, pero puede decirse que de acuerdo a las investigaciones actuales el sitio seguramente habría sido fundado hacia 200 a. C., cuando se habrían edificado diversas plataformas y construcciones de material perecedero. Es a partir del clásico temprano (200 d. C.), que Dzibanché se convierte en una gran ciudad y se inicia el desarrollo de los enormes proyectos constructivos que hoy pueden verse. A esta época corresponden la acrópolis del conjunto Kinichná, el Edificio 1 o Templo del Búho y la primera etapa constructiva del Edificio 11 o Templo de los Cormoranes, por citar los más importantes.

### Preclásico
Durante el periodo clásico mesoamericano tardío (600-800 d. C.), termina la etapa de construcción de enormes templos - basamentos de función ceremonial, pero por el contrario se produce una enorme expansión del asentamiento urbano, a través de la edificación de una gran cantidad de edificios públicos, palacios y casas agrupados en torno a barrios que posiblemente tuvieron implicaciones económicas y productivas. La arquitectura agrícola, manifestada a través de numerosas obras de acondicionamiento y modificación del paisaje, el crecimiento urbano fue muy importante en el Dzibanché de aquel tiempo.

### Clásico
Es probable que Waxaklajuun Ubaah Kan era el rey de Dzibanché ya en el año 635, aunque fue derrotado  en batalla en el año 636.Los conflictos que enfrentaron a Yukno’m Cabeza y a Waxaklajuun Ubaah Kan bien pudieron tener que ver con la disputa por el trono, en el contexto de la cual cada uno de ellos se sentía con el derecho de asociarse con el glifo emblema de la Cabeza de Serpiente. Con base en circunstancias similares en el área maya —y en este caso podríamos pensar en Tikal y Dos Pilas (Houston, 1993; Martin y Grube, 2000: 39-43, 56-58)—, quizá estemos en presencia de un caso de rivalidad entre hermanos o medios hermanos, en el cual cada uno encabezó a facciones opuestas entre sí, lo que quizá llevó a una guerra civil y, en última instancia, a que una dinastía divergente se estableciera en un sitio alternativo, sin por ello dejar de aseverar su legitimidad y de mantener su derecho a ocupar el trono. Waxaklajuun Ubaah Kan fue el último el último de los gobernantes del reino de la Cabeza de Serpiente que gobernaron en Dzibanché. Finalmente, Waxaklajuun Ubaah Kan fue asesinado en el año 640.

### Posclásico
Posterior al fin del periodo clásico mesoamericano terminal (ca. 1000 d. C.) parece haberse producido un periodo de ruptura y desintegración sociopolítica en la zona, que coincide con el abandono de otras ciudades mayas. Esto habría ocasionado el cese de las obras arquitectónicas en el sitio y su posterior abandono parcial. Después de 1200 d. C., la población, incorporada a un patrón disperso y ruralizado, establece sus casas en el espacio de las antiguas plazas y desmantela algunos edificios para aprovechar sus materiales constructivos. Para los siglos XV y XVI, los habitantes de Dzibanché acudían a los templos en ruinas solamente para depositar ofrendas y realizar ceremonias a los antepasados.

## Descripción del sitio
El recorrido por el conjunto Dzibanché se inicia con el Edificio VI o Templo de los Dinteles, un edificio relativamente aislado, cuya primera etapa constructiva conserva un basamento con cuerpos ornamentados con un diseño de talud y tablero similares a los construidos en Teotihuacán por esos tiempos. En la porción superior puede verse un templo bien conservado y correspondiente a la segunda etapa constructiva, en el que destaca un dintel de madera con la fecha 554 d. C.

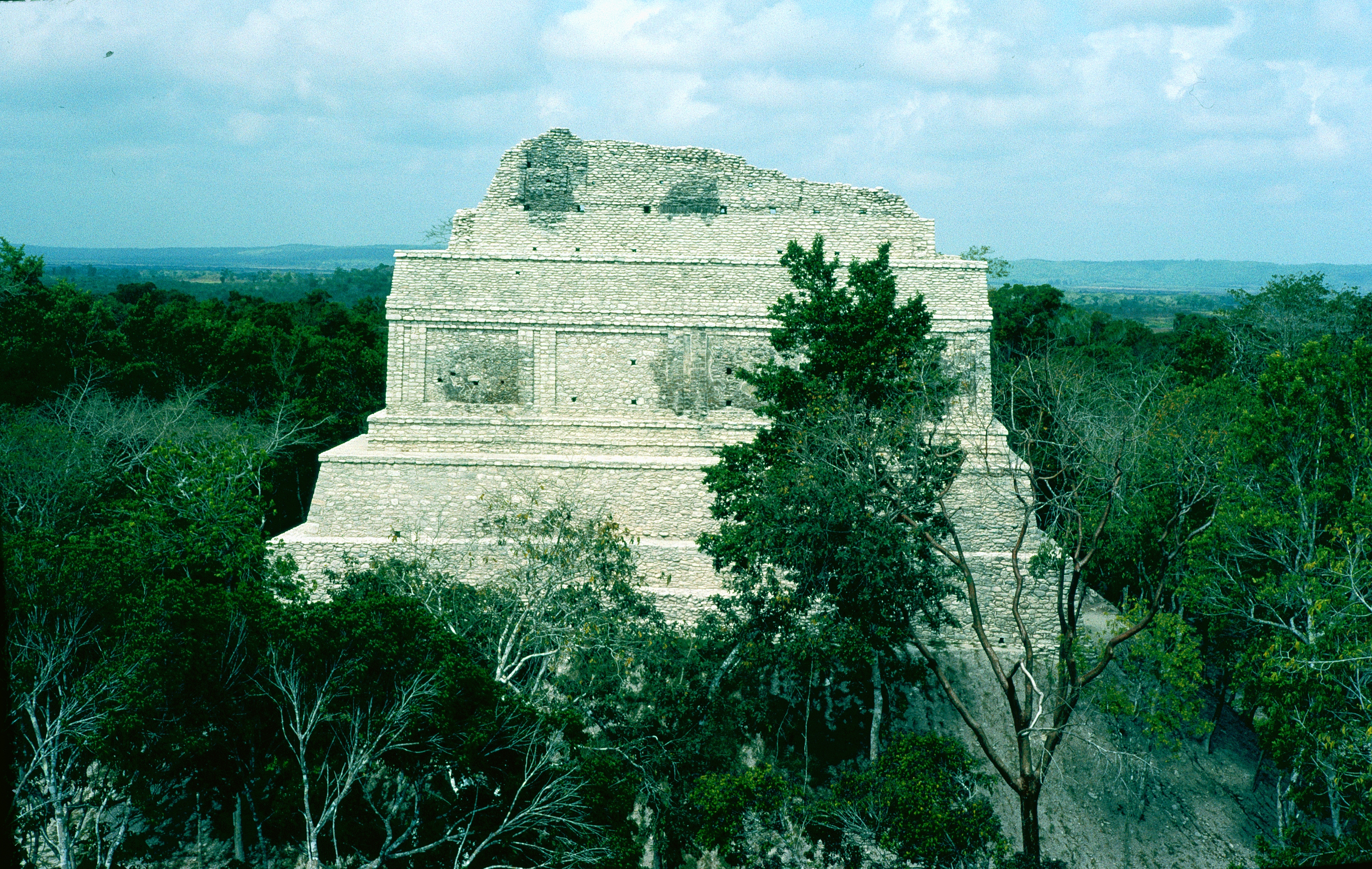
El Templo de los Cormoranes.

### Plaza Gann
Continuando el recorrido se llega hasta la plaza Gann, nombrada así en recuerdo del primer visitante académico al sitio. Complementando la distribución de la plaza Gann se encuentran las estructuras 10, 11, 12 y 14, que corresponden a edificios residenciales construidos durante el clásico tardío y terminal (600 - 1000 d. C.), así como el Edificio XIII o Templo de los Cautivos.

#### Templo de los Cormoranes
En esta zona se conserva una serie de edificios de diversas funciones y temporalidad, entre los que destaca el Edificio II o Templo de los Cormoranes, que es un gran basamento de planta cuadrangular sobre el que se encuentra un templo de excepcional altura y estrechez con crestería. En este templo se encontró la tumba de un importante gobernante denominada como Tumba del Señor de Dzibanché, conformada por una majestuosa ofrenda funeraria que incluía vasijas de cerámica y una máscara de jade.

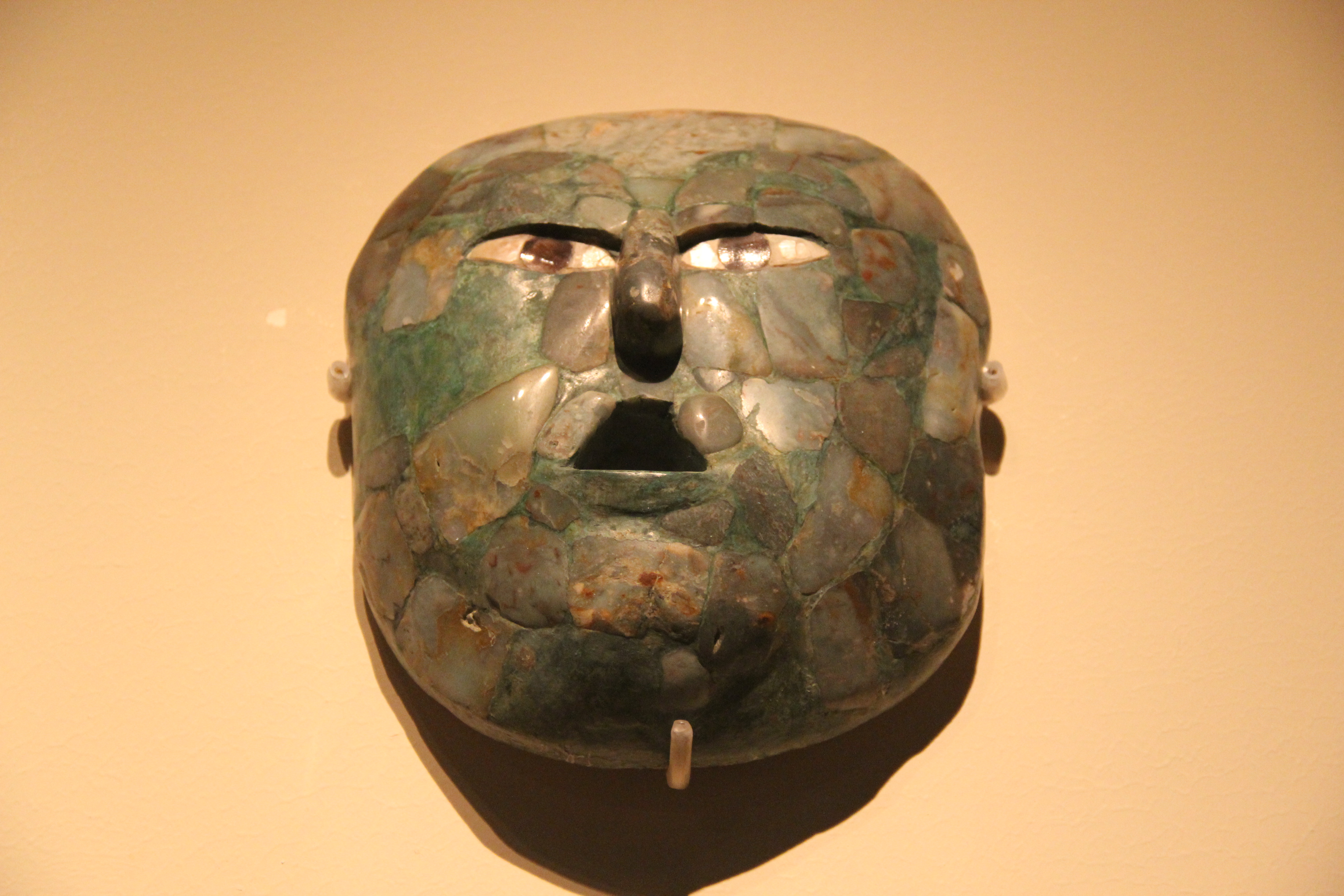
Máscara de jade del Templo de los Cormoranes.

Caminando hacia el extremo noreste de la plaza Gann puede accederse a la plaza Xibalbá, que funcionó como el centro principal de la ciudad desde tiempos muy tempranos.

### Kinichná
El segundo conjunto que puede ser visitado es el de Kinichná, nombrado así por Thomas Gann a partir de un elemento en estuco con la representación del glifo Kin (sol o día), que se conserva en la parte posterior de la acrópolis. 
La acrópolis de Kinichná se complementa con una serie de edificios bajos alrededor de una plaza, que posiblemente funcionaron como plataformas para templos menores, o bien como edificios de función habitacional.

## Galería

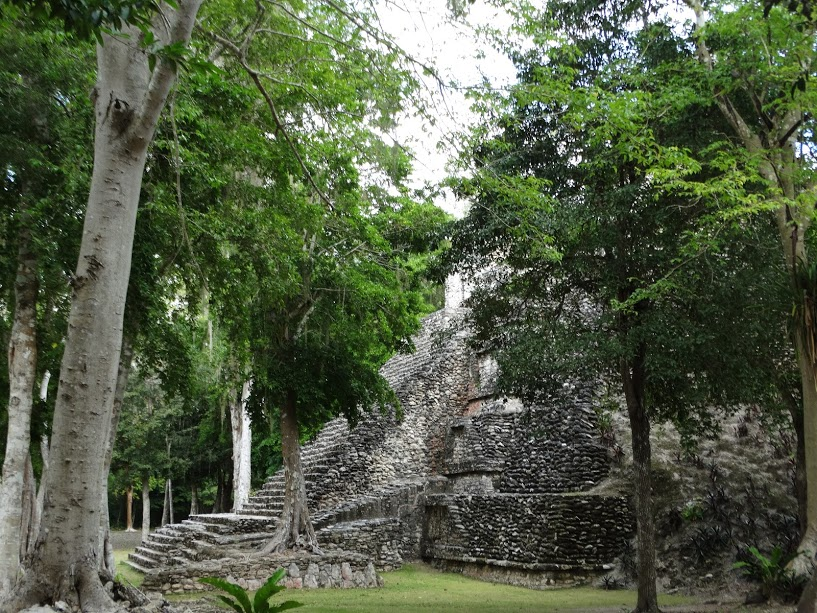
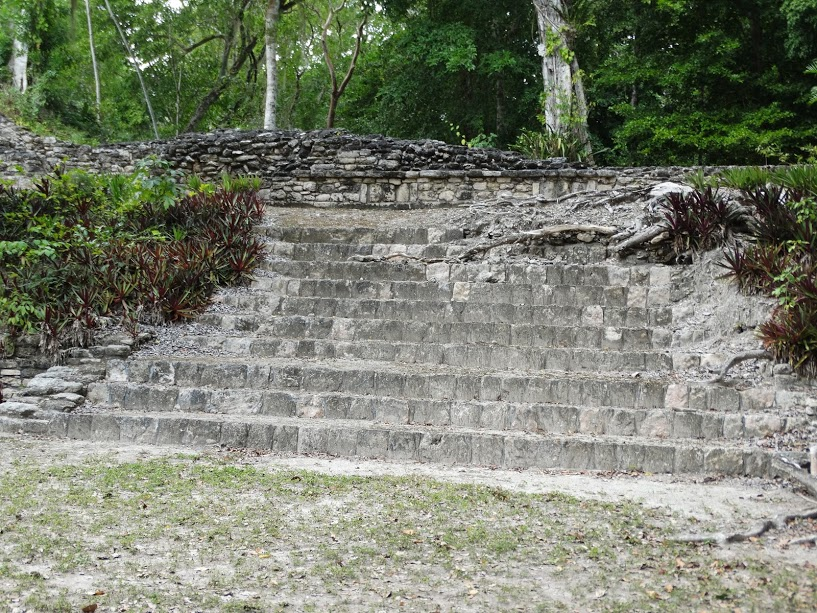
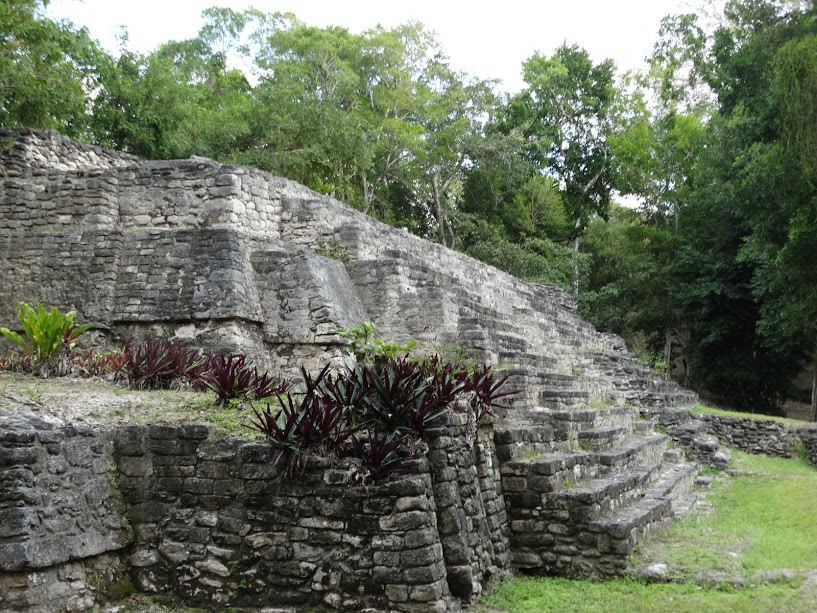
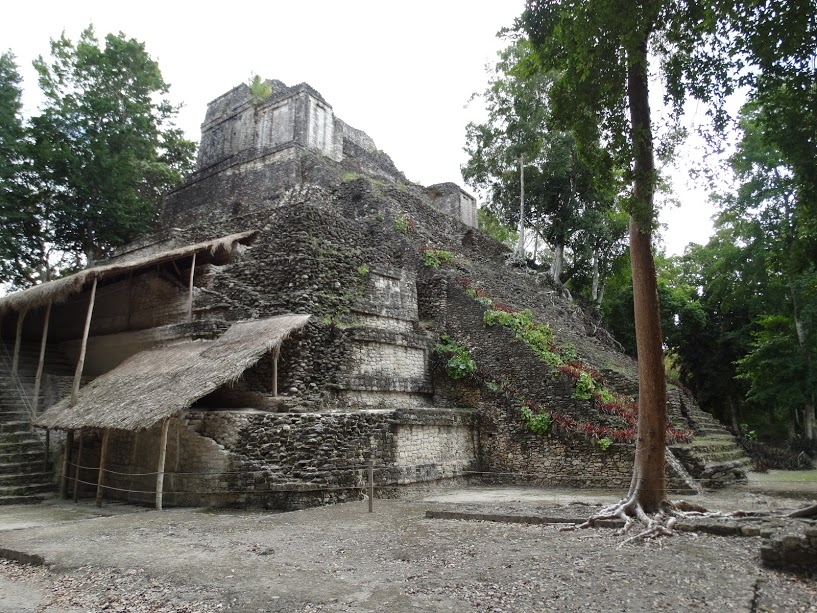